# Notosphaeridion umbrinum
Notosphaeridion umbrinum är en skalbaggsart som beskrevs av Martins 1971. Notosphaeridion umbrinum ingår i släktet Notosphaeridion och familjen långhorningar.
Artens utbredningsområde är Venezuela. Inga underarter finns listade i Catalogue of Life.